# Distretto di Dombóvár
Il distretto di Dombóvár (in ungherese Dombóvári járás) è un distretto dell'Ungheria, situato nella provincia di Tolna.